# لیچفیلد، کبک
لیچفیلد (به فرانسوی: Litchfield) شهری در منطقه شهری پونتیاک ناحیه اوتاوه در استان کبک کانادا است. در سرشماری سال ۲۰۱۱ این شهر ۵۲۶ نفر جمعیت داشته است و مساحت آن ۱۷۸٫۹۶ کیلومتر مربع است.